# Steven Geray
Steven Geray, född Istvàn Gyergyay 10 november 1904 i Ungvár, Österrike-Ungern (nu Uzjhorod, Ukraina), död 26 december 1973 i Los Angeles, Kalifornien, var en ungersk skådespelare som sedermera kom att ha en karriär både i Storbritannien och USA.
Han utbildades vid Eötvös Loránd-universitetet. Han medverkade i några ungerska filmer innan han 1934 kom till England där han arbetade med teater och film. Från 1941 var han aktiv som skådespelare i Hollywoodfilmer. I dessa kom han ofta att spela exotiska karaktärer. Han gjorde också många roller som kypare där en av hans kändare är den som Uncle Pio i Gilda.

## Filmografi i urval
- 1942 – Månen och silverslanten
- 1942 – Ögon i natten
- 1944 – Storsvindlaren Dimitrios
- 1944 – Det sjunde korset
- 1944 – Vi grevar och baroner
- 1944 – Konspiratörer
- 1945 – Trollbunden
- 1945 – Det enda vittnet
- 1946 – Gilda
- 1946 – Den långa natten
- 1947 – Otrogen
- 1948 – Skuggad av gangsters
- 1950 – Allt om Eva
- 1950 – Nakna nerver
- 1950 – Vittnet som försvann
- 1950 – Kvinna utan pass
- 1952 – Trinidad
- 1953 – Herrar föredrar blondiner
- 1964 – Vild och underbar